# VuFind
VuFind è un discovery tool open source per biblioteche, che permette agli utenti di cercare tra le risorse messe a disposizione dalla biblioteca, come un OPAC tradizionale.
Sviluppato dall'Università di Villanova, è stato distribuito in versione 1.0 nel luglio 2010, dopo due anni in beta.
VuFind mette a disposizione dell'utente una interfaccia di ricerca Google-like e una ricerca per parole chiave assai flessibile.
Vufind permette di estendere la ricerca a una serie di risorse aggiuntive al catalogo vero e proprio della biblioteca, come riviste elettroniche, risorse digitali, banche dati, archivi istituzionali e così via.
Il software è inoltre modulare e altamente configurabile e permette a chi lo utilizza di scegliere quali componenti rispondono meglio ai loro bisogni.
In Italia, a fine dicembre 2014, è utilizzato dalla Università degli Studi Roma Tre e dal Polo SBN di Biella, entrambe realizzate da Cineca; molte sono poi le installazioni nel resto del mondo.

## Funzionalità
VuFind offre numerose funzionalità:
- ricerca a faccette gli utenti possono raffinare i risultati di ricerca per formato, lingua, autore, genere e altri canali di ricerca
- stato dei record e informazioni sulla disponibilità aggiornate in tempo reale
- suggerimento di risorse simili
- creazione di liste e bibliografie da parte degli utenti
- biografie degli autori, dinamicamente recuperate da Wikipedia
- utilizzo di contenuti esterni (es. copertine e recensioni, da GoogleBooks, OpenLibrary, Amazon e altri fornitori)
- uso di API per l'integrazione con servizi remoti (es. con il servizio xISBN di OCLC, per il reperimento di altre edizioni del documento visualizzato disponibili nel catalogo
- export delle citazioni in formati standard
- compatibilità con il protocollo CoinS per la gestione delle citazioni bibliografiche
- URL persistenti
- interfaccia multilingue, con traduzioni disponibili in Italiano, Inglese, Francese, Spagnolo, Portoghese e molte altre lingue
- possibilità di creare indici per scorrimenti personalizzati;
- semplice personalizzazione grafica dell'interfaccia;
- feed RSS
- apertura dei dati: predisposizione OpenSearch, OAI-PMH ecc. con la possibilità di impostare semplici collegamenti da cataloghi esterni